# Alvarez & Marsal
Alvarez & Marsal ist ein 1983 in New York City von Tony Alvarez II und Bryan Marsal gegründetes Beratungsunternehmen, das unter anderem in den Bereichen Turnaround-Management, Sanierungsberatung, Krisen- und Interims-Management tätig ist. Weiterhin bietet das Unternehmen Programme zur Ergebnissteigerung und zur Bekämpfung von Wirtschaftskriminalität.

## Struktur
Weltweit sind über 8.500 Mitarbeiter (Stand 2023) an über 79 Standorten in Nord- und Südamerika, Europa, Asien sowie Mittel- und Nahost tätig. Hauptsitz ist New York City. Der Hauptsitz von A&M in Deutschland befindet sich in München mit Niederlassungen in Frankfurt, Düsseldorf und Hamburg. 

## Geschichte
Das Unternehmen wurde von Tony Alvarez, einem ehemaligen Coopers & Lybrand Mitarbeiter, und Bryan Marsal, einem ehemaligen Citibank-Banker, 1983 gegründet. Beide arbeiten nach wie vor im Unternehmen mit. A&M ist seit 2002 mit einer Niederlassung in Deutschland vertreten. Der erste Turnaround-Kunde der Firma war die Timex Corporation. In jüngster Zeit wurde A&M unter anderem durch die Beauftragung zur weltweiten Abwicklung und Restrukturierung des Investmenthauses Lehman Brothers, der National Bank von Griechenland und der Kaupthing Bank in Island bekannt. A&M berät unter anderem auch die Regierung der Republik Irland, die spanische Regierung sowie die Regierung von Zypern bei deren Finanzmarktreform.